# Intelsat 905
Intelsat 905 (ang. International Telecommunications Satellite) – satelita telekomunikacyjny należący do operatora Intelsat, międzynarodowego giganta w tej dziedzinie, który od 1965 roku wyniósł na orbitę ponad 80 satelitów.
Intelsat 905 został wyniesiony 5 czerwca 2002.
Znajduje się na orbicie geostacjonarnej (nad równikiem), na pozycji 24,5 stopnia długości geograficznej zachodniej.
Nadaje sygnał stacji telewizyjnych, przekazy telewizyjne oraz dane (dostęp do Internetu) do odbiorców w bardzo szerokiej, ale słabej wiązce. Intelsat 905 zastąpił zestarzałego satelitę Intelsat 603.